# Omicidio di Maria Teresa Novara
L'omicidio di Maria Teresa Novara venne commesso sulle colline circostanti Canale  nel 1969: la vittima era una bambina che venne dapprima rapita, poi fatta prostituire e infine assassinata..

## Storia
La notte del 16 dicembre 1968 due uomini, Bartolomeo Calleri e Luciano Rosso, penetrano in una casa nel centro di Villafranca d'Asti e rapiscono una bambina di tredici anni, Maria Teresa Novara, figlia di una famiglia contadina di Cantarana. Maria, per evitare il lungo viaggio per arrivare a scuola ogni mattina d'inverno, in quei giorni era ospite a casa degli zii. Il giorno dopo arriva ai familiari della bambina un biglietto firmato dalla stessa che comunica di essersi allontanata spontaneamente, accreditando l'ipotesi di una fuga d'amore. Più tardi, gli inquirenti accertarono che si trattò invece di un rapimento.
Come si scoprirà in seguito, i suoi rapitori la tenevano segregata e incatenata in una cascina sulle colline circostanti Canale: qui la bambina venne fatta oggetto di ripetuti abusi sessuali da parte di pedofili del posto. I due rapitori, i quali continuano la loro attività criminale di ladri d'appartamenti, vengono scoperti durante un tentativo di furto a Torino e, cercando di fuggire, si tuffano nel Po all’altezza del parco del Valentino, dove Calleri affoga mentre Rosso viene invece ripescato e arrestato. 
Dopo l'arresto, egli non comunica di aver rapito la bambina e fornisce un nome falso del complice il cui cadavere verrà ripescato dal fiume tempo dopo: ma neanche i carabinieri di Canale, durante il primo sopralluogo alla cascina di Bartolomeo Calleri, che intanto era stato finalmente ritrovato e identificato, per verificare la presenza di refurtiva, si accorsero della presenza della sequestrata. Solo durante un secondo sopralluogo, avvenuto il 13 agosto 1969, venne notata la botola del seminterrato sotto la quale ritrovarono il cadavere della bambina, morta per asfissia a causa del fatto che era stata otturata la presa d'aria della prigione. Il cadavere mostrava come la bambina fosse stata truccata molto pesantemente. 
Venne inoltre trovato un biglietto sul quale era stato scritto «Sono Maria Teresa Novara, voglio essere riportata nel paese dei miei genitori». L'autopsia rilevò che la bambina era stata oggetto di abusi ripetuti.
Il rapitore Luciano Rosso venne accusato di omicidio, ma venne prima assolto per insufficienza di prove e poi in appello condannato a 14 anni di reclusione.
Il caso attirò l'attenzione dei media, i quali tuttavia seguirono quasi tutti la pista dell'allontamento volontario, ipotizzando una "fuga d'amore" consapevole da parte della bambina, che avrebbe avuto intenzione di prostituirsi a soli 13 anni. 
Successivamente, il caso suscitò polemiche per il clima di omertà e complicità diffusa, nonché per il taglio dato alla notizia dai quotidiani locali e nazionali, che attribuirono a Maria Teresa Novara la volontà di prostituirsi.
Mezzo secolo dopo sono state avviate delle nuove indagini. È stato ascoltato dagli investigatori Antonio Borlengo, un vicino di casa che sapeva della presenza della bambina nella cascina e che all'epoca delle prime indagini venne arrestato e subito rilasciato.

## Influenza culturale e bibliografia
(Stefano Cattaneo, autore di “Anatomia di un delitto”)
- Il silenzio della collina di Alessandro Perissinotto, Mondadori, 2019[11][12]
- La testa dell'Idra di Marilina Veca, Sensibili alle Foglie, 2011[13]
- YouTube:Immagini oscure-Maria Teresa Novara (sintesi di un rapimento) nel canale RRR RAPIMENTO MARIA TERESA
- Prigioniera di un cretino: storia di Maria Teresa Novara di Lorenzo Rosso, EDI.DE.GI, 1996
- Maria Teresa Novara di A. Saffirio, Gastaldi, 1970[14]
- Gente, 28 luglio 1969, Il cantagiro degli scandali
- Diversi cantastorie hanno raccontato la storia della ragazza, incidendola su dischi da 45 giri. Tra i tanti si segnalano i racconti di Franco Trincale: La tragedia di Canale d'Alba (Maria Teresa) (Fonola, NP 1958) e Il cantastorie: la tragica storia di Maria Teresa incatenata
- Nel 2019 è stato proposto di dedicarle una via nel suo paese natale,[15][16][17] ma la proposta venne abbandonata su richiesta della famiglia[18]